# مارسيلو ميلي
مارسيلو ميلي (بالإسبانية: César Meli)‏ (20 يونيو 1992 في الأرجنتين - ) هو لاعب كرة قدم أرجنتيني في مركز الوسط. لعب مع بوكا جونيورز ونادي أتليتيكو كولون ونادي بنفيكا.

## روابط خارجية
- مارسيلو ميلي على موقع قاعدة بيانات كرة القدم.إي يو (الإنجليزية)
- مارسيلو ميلي على موقع Soccerway.com (الإنجليزية)
- مارسيلو ميلي على موقع AS.com (الإسبانية)